# Strečno

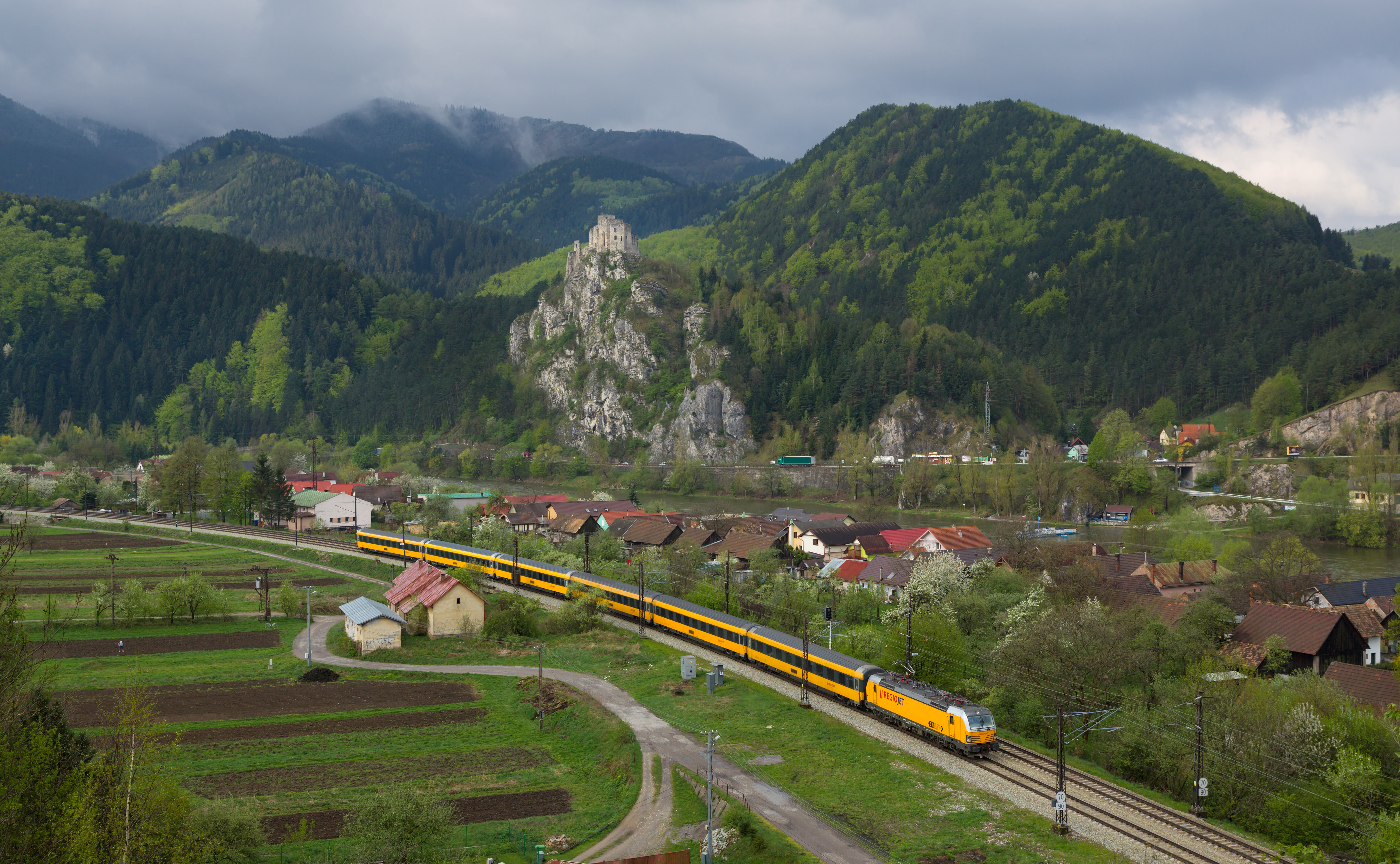
Une vue de Strečno avec sa ligne de chemin de fer.

Strečno (en allemand : Engtal ; en hongrois : Sztrecsény) est une commune de la région de Žilina, en Slovaquie.

## Géographie
Le village Strečno se trouve sur la frontière entre la vallée de Turiec et la vallée de Žilina à l'endroit où la rivière Váh traverse les montagnes Malá Fatra. Le village se trouve à une altitude de 360 m.

## Histoire
Strečno est mentionné pour la première fois en 1321, à l'époque où s'y trouvait un péage. Les traces de l'Homme qui ont été découvertes datent du début du millénaire ; au IXe siècle, s'y retrouvait l'habitat slovaque. À partir de 1848, Strečno fait la partie du fief du châtelain de Strečno.
La population s'occupait d'agriculture et du traitement du bois ainsi que de l'utilisation des radeaux. L'activité de pêche explique le sceau villageois représentant un poisson. Le hameau de Zlaté fit partie de Strečno à partir du Moyen Âge.
Pendant la Seconde Guerre mondiale, les résistants du Soulèvement national slovaque et l'armée allemande se sont affrontés dans les gorges de Strečno.

## Démographie

### Évolution de la population
| Année:               | 1994. | 2004.    | 2014.   | 2024.   |
| -------------------- | ----- | -------- | ------- | ------- |
| Nombre de personnes: | 2406  | 2648     | 2565    | 2572    |
| Différence:          |       | +10,05 % | -3,13 % | +0,27 % |

| Année:               | 2023. | 2024.   |
| -------------------- | ----- | ------- |
| Nombre de personnes: | 2589  | 2572    |
| Différence:          |       | -0,65 % |